# Sultanpur, Uttar Pradesh
Sultanpur är en stad i den indiska delstaten Uttar Pradesh, och är den administrativa huvudorten för distriktet Sultanpur. Den är belägen vid floden Gumti och hade 107 640 invånare vid folkräkningen 2011, med förorter 115 944 invånare.